# پایگاه هوایی اوولیتا
پایگاه هوایی اوولیتا (به انگلیسی: Naval Air Station Olathe) یک فرودگاه نظامی با کد یاتا NUU است . این فرودگاه در کشور ایالات متحده آمریکا قرار دارد و در ارتفاع ۳۳۱ متری از سطح دریا واقع شده‌است.